# Stovner
Stovner är en administrativ stadsdel (bydel) i Oslo kommun, Norge med 33 316 invånare (2020) på en yta av 8,2 km².